# Benthophilus leobergius
Benthophilus leobergius és una espècie de peix d'aigua salabrosa de la família dels gòbids i de l'ordre dels perciformes que habita a la mar Càspia i al Volga. Va ser descrit pel zoòleg moldavià Lev S. Berg el 1949. L'epít leobergius és una llatinització del nom Lev Berg.
Té un habitat mot estès però a les zones costaneres de gairebé tot el mar Caspi. Al sud, és freqüent a la badia d'Astarabad. No informat de l'est del Caspi Central.
Viu aproximadament un any. Neix a l'abril-octubre. Les femelles ponen ous en dues o més vegades. Moren poc després de l'últim alliberament d'ous, els mascles tres a quatre setmanes després. Els mascles probablement guarden una posta d'ous fins a l'eclosió. S'alimenta d'invertebrats bentònics, principalment de mol·luscs.
És sensible a la contaminació per petroli. La població és abundant i la UICN l'ha classificat com risc mínim.